# Horikawaea nitida
Horikawaea nitida là một loài rêu trong họ Pterobryaceae. Loài này được Nog. mô tả khoa học đầu tiên năm 1937.